# برنامه امشب با کونان اوبراین
برنامه امشب با کونان اوبراین (به انگلیسی: The Tonight Show with Conan O'Brien) یک شوی کمدی تلویزیونی با مجریگری کونان اوبراین بود که از شبکهٔ ان بی سی و از لس آنجلس بین سال‌های ۲۰۰۹ تا ۲۰۱۰ از شبکه ان‌بی‌سی پخش می‌شد.